# Apomatoceros alleni
Apomatoceros alleni là một loài cá da trơn trong họ Trichomycteridae, and tloài duy nhất trong chi Apomatoceros. Con trưởng thành dài khoảng 14.6 centimetres (5.7 in) SL and có nguồn gốc từ Amazon River.